# Кубок Австрії з футболу 1925—1926
Кубок Австрії з футболу 1926 — 8-й розіграш турніру. Переможцем змагань вчетверте став столичний клуб «Аматоре».

## Чвертьфінали
| Переможці          | Рахунок  | Переможені    |
| ------------------ | -------- | ------------- |
| «Адміра»           | 1:2      | «Вієнна»      |
| «Вієнна Крикет»    | 0:11     | «Аматоре»     |
| «Флорідсдорфер»    | 1:0      | «Слован»      |
| «Вінер Шпорт-Клуб» | 1:1, 2:4 | «Зіммерингер» |

## Півфінали
| Переможці | Рахунок | Переможені      |
| --------- | ------- | --------------- |
| «Вієнна»  | 3:2     | «Флорідсдорфер» |
| «Аматоре» | 4:2     | «Зіммерингер»   |

## Фінал
| 15 травня 1926 |

| «Аматоре»                                                    | 4 — 3      | «Вієнна»                                  |
| ------------------------------------------------------------ | ---------- | ----------------------------------------- |
| 4', 31' Віктор Гірлендер 58' Кальман Конрад 61' Густав Візер | (Протокол) | 1', 72' Антонін Булла 62' Анталь Сіклоссі |

| «Гоге Варте», Відень Глядачів: 25 000 Арбітр: Вільгельм Шмігер |

| Аматоре                                  |                     |
|                                          |                     |
| ВР                                       | Теодор Лорманн      |
| ЗХ                                       | Віктор Близнець     |
| ЗХ                                       | Йоганн Тандлер      |
| ПЗ                                       | Карл Шнайдер        |
| ПЗ                                       | Фрідріх Бріза       |
| ПЗ                                       | Карл Геєр           |
| НП                                       | Вільгельм Морокутті |
| НП                                       | Маттіас Сінделар    |
| НП                                       | Віктор Гірлендер    |
| НП                                       | Кальман Конрад      |
| НП                                       | Густав Візер        |
| Тренер:                                  |                     |
| Густав Ланцер / Єне Конрад / Віллі Ерліх |                     |

| Вієнна                    |                  |
|                           |                  |
| ВР                        | Вільгельм Мареш  |
| ЗХ                        | Карл Райнер      |
| ЗХ                        | Йозеф Блум       |
| ПЗ                        | Отто Каллер      |
| ПЗ                        | Леопольд Гофманн |
| ПЗ                        | Ігнац Людвіг     |
| НП                        | Флоріан Прібіла  |
| НП                        | Антонін Булла    |
| НП                        | Фрідріх Гшвайдль |
| НП                        | Анталь Сіклоссі  |
| НП                        | Отто Фішер       |
| Тренер:                   |                  |
| Фердинанд Фрітум / Шікола |                  |